# Fäktning vid olympiska sommarspelen 1964
Vid olympiska sommarspelen 1964 i Tokyo avgjordes åtta grenar i fäktning, sex för män och två för kvinnor, och tävlingarna hölls mellan 13 och 23 oktober 1964 i Waseda Memorial Hall. Antalet deltagare var 259 tävlande från 30 länder.

## Medaljfördelning
| Medaljfördelning |                |      |        |       |        |
| Placering        | Nation         | Guld | Silver | Brons | Totalt |
| 1                | Ungern         | 4    | 0      | 0     | 4      |
| 2                | Sovjetunionen  | 3    | 1      | 2     | 6      |
| 3                | Polen          | 1    | 1      | 1     | 3      |
| 4                | Frankrike      | 0    | 2      | 3     | 5      |
| 5                | Italien        | 0    | 2      | 1     | 3      |
| 6                | Tyskland       | 0    | 1      | 1     | 2      |
| 7                | Storbritannien | 0    | 1      | 0     | 1      |

## Medaljörer

### Herrar
| Gren                    | Guld                                                                                               | Silver | Brons                                                                                                   |
| Värja Detaljer...       | Grigorij Kriss · Sovjetunionen                                                                     | Henry Hoskyns · Storbritannien                                                                                    | Guram Kostava · Sovjetunionen                                                                           |
| Värja lag Detaljer...   | Ungern · Árpád Bárány · Tamás Gábor · István Kausz · Győző Kulcsár · Zoltán Nemere                 | Italien · Giovan Battista Breda · Giuseppe Delfino · Gianfranco Paolucci · Alberto Pellegrino · Gianluigi Saccaro | Frankrike · Claude Bourquard · Claude Brodin · Jacques Brodin · Yves Dreyfus · Jack Guittet             |
| Florett Detaljer...     | Egon Franke · Polen                                                                                | Jean Claude Magnan · Frankrike                                                                                    | Daniel Revenu · Frankrike                                                                               |
| Florett lag Detaljer... | Sovjetunionen · Viktor Zjdanovitj · Jurij Sjarov · Jurij Sisikin · German Svesjnikov · Mark Midler | Polen · Witold Woyda · Zbigniew Skrudlik · Ryszard Parulski · Egon Franke · Janusz Rozycki                        | Frankrike · Jacky Courtillat · Jean-Claude Magnan · Christian Noël · Daniel Revenu · Pierre Rodocanachi |
| Sabel Detaljer...       | Tibor Pézsa · Ungern                                                                               | Claude Arabo · Frankrike                                                                                          | Umar Mavlichanov · Sovjetunionen                                                                        |
| Sabel lag Detaljer...   | Sovjetunionen · Boris Melnikov · Nugzar Asatiani · Mark Rakita · Jakov Rylskij · Umar Mavlichanov  | Italien · Giampaolo Calanchini · Wladimiro Calarese · Pierluigi Chicca · Mario Ravagnan · Cesare Salvadori        | Polen · Emil Ochyra · Jerzy Pawłowski · Ryszard Zub · Andrzej Piątkowski · Wojciech Zabłocki            |

### Damer
| Gren                    | Guld                                                                                         | Silver | Brons                                                                             |
| Florett Detaljer...     | Ildikó Újlaky-Rejtő · Ungern                                                                 | Helga Mees · Tyskland                                                                                                | Antonella Ragno · Italien                                                         |
| Florett lag Detaljer... | Ungern · Paula Marosi · Katalin Juhász · Judit Ágoston · Lídia Dömölky · Ildikó Újlaky-Rejtő | Sovjetunionen · Ljudmila Sjisjova · Valentina Prudskova · Valentina Rastvorova · Tatjana Petrenko · Galina Gorochova | Tyskland · Heidi Schmid · Helga Mees · Rosemarie Scherberger · Gudrun Theuerkauff |

## Deltagande nationer
Totalt deltog 259 fäktare (203 män och 56 kvinnor) från 30 länder vid de olympiska spelen 1964 i Tokyo.
| | | | |
| - Argentina (11) - Australien (18) - Belgien (2) - Chile (3) - Colombia (5) - Egypten (5) - Frankrike (20) - Iran (4) | - Irland (2) - Italien (20) - Japan (15) - Kanada (3) - Kuba (2) - Libanon (4) - Luxemburg (2) - Malaysia (1) | - Nederländska Antillerna (1) - Nordrhodesia (1) - Polen (15) - Rumänien (11) - Schweiz (5) - Sovjetunionen (20) - Storbritannien (13) | - Sverige (7) - Sydkorea (5) - Sydvietnam (2) - Tyskland (19) - Ungern (20) - USA (18) - Österrike (5) |